# Wando
Wando, nome artístico de Wanderley Alves dos Reis (Bom Jardim de Minas, 2 de outubro de 1945 — Nova Lima, 8 de fevereiro de 2012), foi um cantor, violonista e compositor brasileiro.
Seu estilo musical e a parte cênica de suas apresentações possibilitaram aspectos folclóricos como sua famosa coleção de calcinhas de fãs (estimada em 17 mil peças), que se tornou sua marca registrada e lhe rendeu o epíteto de Obsceno.

## Biografia
O hipocorístico Wando foi dado por sua avó. Ainda pequeno mudou-se de Cajuri para Juiz de Fora, onde formou-se em violão erudito e começou a lidar com música por volta dos 20 anos. Nessa época já participava de conjuntos e se apresentava em bailes na região. Mais tarde muda-se para Volta Redonda (Rio de Janeiro), onde trabalhou como caminhoneiro e feirante.
Sua carreira de cantor iniciou-se em 1969 e a de compositor logo depois. Suas primeiras composições eram sambas com levada de swing (o samba-rock) e foram gravadas pelo grupo Originais do Samba. "Catimba criolo", registrada no disco dos Originais em 1972 (O samba é a corda... Os Originais, a caçamba), provavelmente foi a primeira música gravada do mineiro de Cajuri. Depois dessa gravação, no ano seguinte foi a vez de "Ao velho poeta Pixinguinha", homenagem póstuma ao músico recém-falecido, ser lançada no álbum É preciso cantar, também do sexteto sambista.
Nesse mesmo ano de 1973, Wando gravou seu primeiro LP na gravadora Copacabana, Glória a Deus no Céu e Samba na Terra, sob o selo Beverly. Disco pontuado pelo samba, com letras ambientadas em subúrbios e favelas e temática social, é justamente nele que se encontra a gravação de "O importante é ser fevereiro", composto com Nilo Amaro (do conjunto "Os cantores de Ébano"), e que se tornou sucesso instantâneo ao ser gravado por Jair Rodrigues em 1974.
Ainda em 1974, lançou um compacto simples, contendo os sambas "Zeca Poeta de Guerra" e "Samba da Poeira", sendo este último o primeiro registro de música com o nome de sua primeira esposa, Rose Marie dos Reis. O cantor paranaense Franco Scornovacca registrou em seu LP "Não é nada disso, irmão" e os Originais do Samba gravaram "Não sei de nada", no disco Pra que tristeza.
Em 1975, Wando lança um disco homônimo que traz em seu bojo o estilo romântico que o acompanharia por toda a carreira, além de muitos outros samba-rocks que também seriam redescobertos no terceiro milênio. As faixas de destaque foram "Nêga de Obaluaê", que se tornou sucesso nos bailes de subúrbios, e "Moça", sua mais bem-sucedida canção, que alçou Wando definitivamente para o estrelato quando foi inclusa na trilha sonora da novela Pecado Capital, da Rede Globo. "Moça" já continha os elementos que fariam de Wando o "Obsceno": romantismo com toque levemente "picante". Também em 1975, o compositor e violonista paulistano Bebeto gravou "Esse crioulo por você se fez poeta" em seu disco de estréia. E ainda neste ano, teve seu samba "Nêga de Obaluaê" incluso no LP Brasil Som 75, programa musical da TV Tupi, apresentado pelo cantor e compositor fluminense Benito di Paula.
Em 1976, mais um disco homônimo, com uma característica já bem audível: a atmosfera dos sambas de outrora começava a se diluir, dando espaço aos temas românticos com tez mais "apimentada", como acontece em "Você às vezes até sou eu" (de Mathusalém) e "Vê, coração bandido", de estrutura melódica parcialmente copiada de "Moça", sugerindo uma carona no sucesso do ano anterior. Nesse ano, o cantor e compositor capixaba Roberto Carlos gravou "A menina e o poeta", canção que já deixa clara sua intenção de se tornar um cantor essencialmente romântico.
Em 1977, lança o LP Ilusão, um disco com mais temas românticos e praticamente o último trabalho em que Wando dá bastante ênfase ao samba. O lado 1 do elepê é todo bordado deste gênero, tendo inclusive um último samba de temática suburbana, "Presidente da favela", que à época passou despercebido pela censura, mas que tempos depois se revelou uma leve crítica ao abandono nos bairros mais carentes das grandes metrópoles. No lado 2 do álbum, predomina as baladas românticas, como a canção "Senhorita, senhorita" que foi tema da telenovela global Sem lenço sem documento e fez algum sucesso. Há, ainda, o registro de "Se quiser chorar por mim", primeira parceria de Wando com o guitarrista e compositor gaúcho Luis Vagner. Nessa obra, inicia-se a parceria com Carlinhos Kalunga, violonista, compositor e produtor de diversos discos de Wando nos anos 1980 e 1990. Também em 1977, o grupo de samba-rock Xodó gravou de sua autoria "Morena, morenô". E a cantora fluminense Ângela Maria ganhou do compositor "Vá, mas volte".
Em 1978, Gosto de maçã recolocou Wando nas paradas de sucesso com a faixa-título, que praticamente decretou o "fim" do Wando "sambista" e deu lugar ao Wando "romântico". Ainda assim, ainda há samba-rocks como "Morenô" (de Rose Marie) e "Gandaia" (com Luís Vagner). Há uma regravação de "Se quiser chorar por mim", num ritmo bem ao estilo que anos depois pontuaria a obra de Jorge Benjor. E também há "Emoções", uma canção autoral de temática homoerótica que só não foi censurada pelos órgãos censores porque o compositor foi bastante sutil ao tratar do assunto.
Em 1979, Gazela foi seu último trabalho pela Copacabana. A música-título foi a única de sucesso.
Em meados dos anos 1970, as gravadoras brasileiras lançavam incontáveis discos de regravações de sucessos que vendiam muito bem por serem versões tão fieis às originais e sem créditos aos músicos que realmente gravaram que o público nem percebia estar comprando regravações. Foi nesta época que Wando, precisando de dinheiro, aceitou gravar um disco regravando a si próprio.
Em 1980, grava seu primeiro disco pela PolyGram, sob o selo Philips, Bem vindo, que traz "Duas lágrimas", de Daniel, música que o próprio Wando considerava uma das músicas mais belas de seu repertório, embora não tenha feito tanto sucesso quanto as clássicas.
Em 1981, grava sob o selo Polydor (PolyGram), Pelas noites do Brasil. Esse disco contém "Instantes" (de Roberto e Erasmo Carlos, fez parte da trilha sonora da novela global O Bofe), "Conversando com as borboletas" e "Onde bate fica", ambas com Luis Vagner, e "Camponesa", só de Vagner, lançada no disco de 1976 do "gaúcho guitarreiro".
Em 1982, já pela Som Livre, braço fonográfico da Rede Globo, lança Fantasia Noturna, que teve como destaque "Mengo", uma homenagem ao seu time de coração, o Clube de Regatas do Flamengo. Há uma regravação de "Sumida" (do disco de 1976), um cover de "Primavera" (de Cassiano e Rochael, sucesso na voz de Tim Maia) e "Janet Lynn", de Jorge Ben.
Em 1983, lança Coisa Cristalina e a faixa-título o recoloca nas paradas de sucesso. Anos depois, Wando confirmaria as intenções da letra - a tal "coisa cristalina" era cocaína e a música foi feita para um amigo que era viciado no entorpecente. Há a regravação de "Quero voltar pra Bahia" (de Paulo Diniz e Odibar), "Sabor Tropical" (de Luis Vagner), "Palco de amor" (rara incursão de Edson Arantes do Nascimento, o Pelé, na música como compositor), "A notícia" (de Gilberto Gil) e "Água" (de Djavan).
Em 1985, ano da campanha Diretas Já, Wando fez sua estréia na gravadora Arca (distribuída pela PolyGram) com o disco que o definiu na música brasileira popular. Vulgar e comum é não morrer de amor é o LP em que ele entra de cabeça na temática sexual, mas de forma despudorada, já que antes a Censura poderia vetar muitas de suas canções. Nesse disco, Wando emplacou duas canções: "Chora coração", dele e Pedrinho Medeiros, que foi tema da novela global Roque Santeiro; e a música que atualmente mais lhe é associada, "Fogo e paixão", de Rose Marie (e também dele, porém Wando optou por deixar o crédito apenas para sua então esposa, por se tratar duma homenagem a ela), sucesso nacional em todas as emissoras de rádio e televisão, tendo sido muito executada também no Exterior, e obrigatória em todos os shows, assim como "Moça".
Em 1986, lança Ui-Wando Paixão, cuja faixa-título (dele e Antônio Ary) foi destaque, além de "Viver é deixar rolar sentimento", do compositor fluminense Prêntice e Heitor Valente.
Em 1987, o LP Coração aceso traz o hit autoral "Eu já tirei a tua roupa", que tem a atriz fluminense Luma de Oliveira como musa inspiradora.
Em 1988, Wando gravou seu primeiro disco ao vivo, O mundo romântico de Wando, relembrando seus grandes sucessos. Nesse mesmo ano, lançou o disco Obsceno, que lhe valeu o epíteto que o acompanhou em toda sua trajetória desde então, e emplacou três músicas: a faixa título (dele, Gilson Mendonça, Marquinhos e J. Ribamar); "Deus te proteja de mim", do compositor fluminense Carlos Colla; e "O que que eu vou dizer para meu corpo?", da dupla baiana Antônio Carlos e Jocafi, com quem Wando também compôs algumas canções.
Em 1990, lança o LP Tenda dos Prazeres, que traz os hits "Nas curvas do teu corpo", dele com Antonio Carlos e Jocafi; a faixa-título, do cantor e compositor fluminense Altay Veloso; e "Eu acho que estou perdendo você", do compositor paulistano Gastão Lamounier e Carlos Colla.
Em 1992, lança Depois da cama, que traz diversas músicas de Altay Veloso.
Em 1993, a Som Livre lança "Mulheres", um disco reunindo regravações de sucessos em forma de pout porris, além da faixa-título (dele, Altay Veloso e Samuel Sant'anna).
Em 1995, é lançado Dança Romântica, que tem o hit radiofônico "Meia de seda" (de Gastão Lamounier e Carlos Colla), e a música "Romântico, brasileiro, sem vergonha" (dele e Altay Veloso), que viria a batizar seu show anos depois.
Em 1996, O Ponto G da história, um sucesso instantâneo nas rádios: "Safada" marcou sua parceria com o humorista e compositor cearense Chico Anysio. Também há a regravação de "Na sombra de uma árvore", do guitarrista e compositor baiano Hyldon.
Em 1997, Chacundum trouxe releituras de suas canções e de outros compositores, além a inédita "Aquele amor que faz gostoso me deixou" (dele com Annibelli), que tem como subtítulo um impropério. A versão com a expressão chula chegou a ser executada sem censura em shows.
A partir de 1998, os sucessos foram ficando mais esparsos. Wando lançou "Palavras inocentes" neste ano.
Em 1999, lança S.O.S. de Amor - ao vivo, seguindo a tendência de muitos outros artistas, numa época em que a indústria fonográfica começa a dar sinais de crise.
Em 2000, Picada de amor trouxe uma releitura de "Senhorita, senhorita", do disco Ilusão.
Em 2001, lançou Fêmeas, que tem como primeira faixa a regravação de "Ternura", sucesso jovem-guardista com a cantora mineira Wanderléa.
Em 2002, Acústico ao vivo trouxe inúmeras regravações de hits populares de outros artistas.
E em 2005, seu último trabalho, Romântico, brasileiro, sem vergonha, com seus hits em toda a carreira e "Minhas amigas", uma parceria inédita com o cantor e compositor paulistano Nando Reis, com quem dividiu vocais no show.

## Morte
Em 27 de janeiro de 2012, Wando foi internado na UTI do Biocor Instituto, em Nova Lima, região metropolitana de Belo Horizonte, com graves problemas cardíacos.
Foi submetido a uma angioplastia de emergência e passou a respirar por aparelhos.
Sua morte, por parada cardiorrespiratória, foi anunciada às 8 horas da manhã de 8 de fevereiro de 2012 no Biocor Instituto.
O corpo do cantor foi sepultado em Belo Horizonte.

## Vida pessoal
Wando foi casado com Rose Marie (com quem dividiu créditos de diversas canções) por 13 anos, com quem teve dois filhos: Gabriela e Wanderley Junior.
Até o dia de seu falecimento, relacionou-se com Renata Lana Costa e Souza, com quem teve uma filha, Maria Sabrina.

### Maior coleção de calcinhas
Wando entrou para o RankBrasil (ranking similar ao Guiness Book, voltado para o Brasil) pela “Maior das coleções de calcinhas do país”. A coleção teve início em 1990, após o lançamento do álbum Tenda dos Prazeres. Como estratégia de divulgação do disco, ele usou a brincadeira de distribuir as peças íntimas nos shows e o retorno foi imediato, deixando registrada a sua marca.

## Discografia

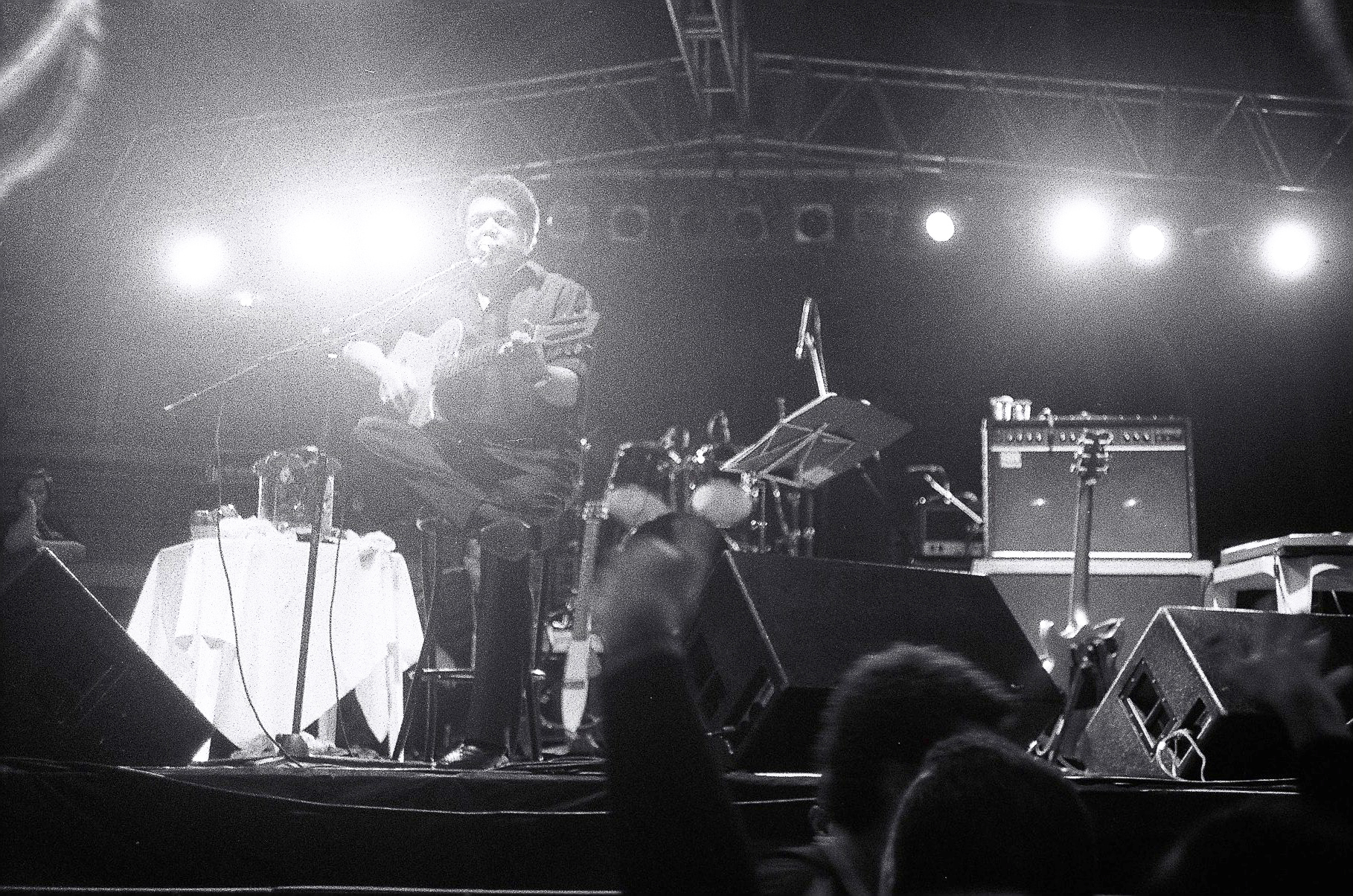
Wando em apresentação em 2009.

- Glória a Deus e Samba na Terra (1973)
- Wando (álbum de Wando) (1975)
- Porta do Sol (1976)
- Ilusão (álbum de Wando) (1977)
- Gosto de Maçã (1978)
- Gazela (álbum de Wando) (1979)
- Bem-vindo (álbum de Wando) (1980)
- Pelas Noites do Brasil (1981)
- Fantasia Noturna (1982)
- Coisa Cristalina (1983)
- Vulgar e Comum É Não Morrer de Amor (1985)
- Ui-Wando Paixão (1986)
- Coração Aceso (1987)
- O Mundo Romântico de Wando (1988)
- Obsceno (álbum de Wando) (1988)
- Tenda dos Prazeres (1990)
- Depois da Cama (1992)
- Mulheres (1993)
- Dança Romântica (1995)
- O Ponto G da História (1996)
- Chacundum (1997)
- Palavras Inocentes (1998)
- S.O.S. de Amor (1999) - ao vivo
- Picada de Amor (2000)
- Fêmeas (2001)
- Acústico Ao Vivo (álbum de Wando) (2002)
- Romântico, Brasileiro e Sem Vergonha (2005)